# Auenhain

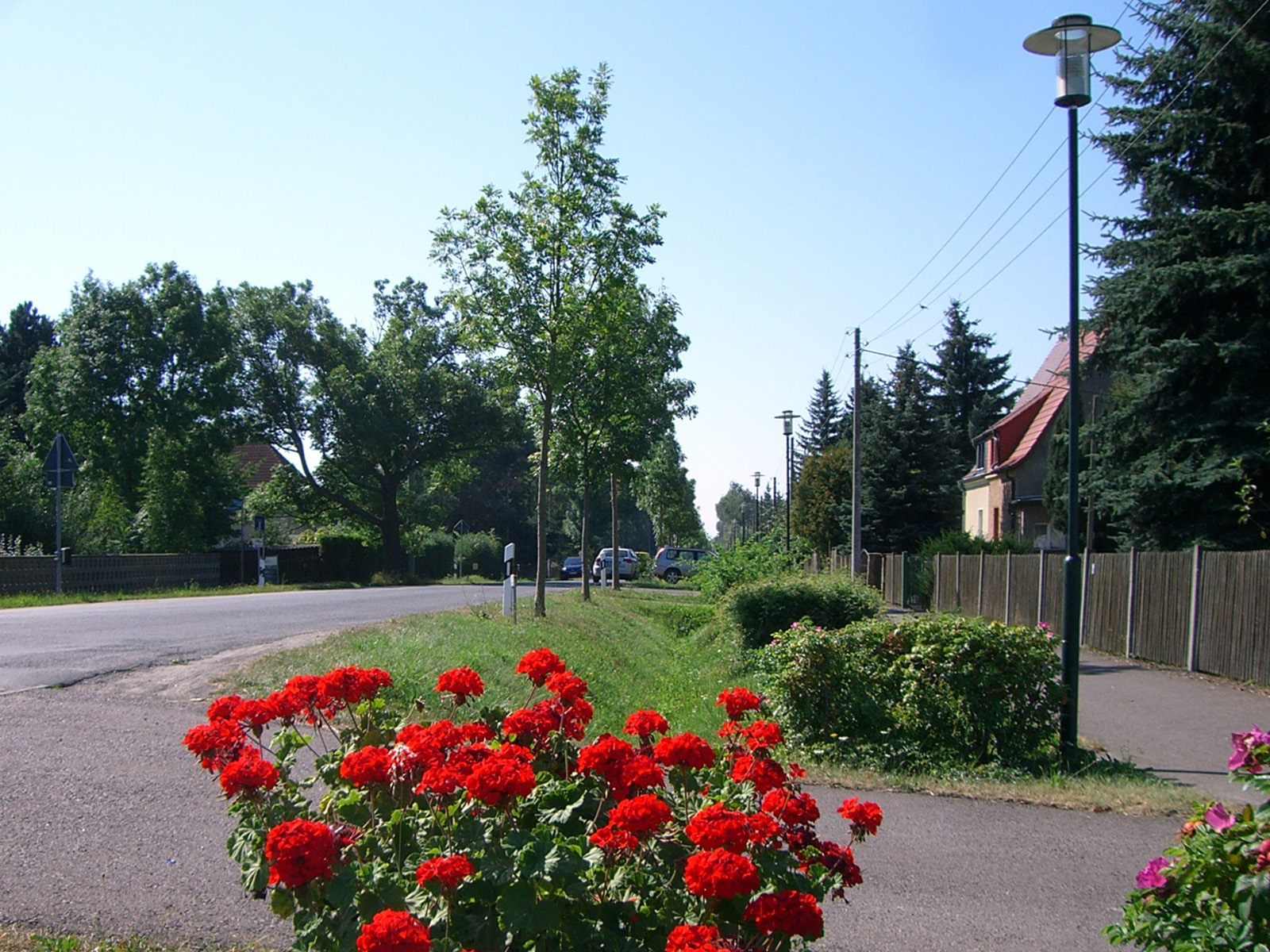
In Auenhain

Auenhain ist eine Siedlung des Dorfes Wachau und bildet mit diesem seit dem 1. Januar 1994 einen Teil der Großen Kreisstadt Markkleeberg im Landkreis Leipzig. Auenhain war auch der Name eines in der Nähe gelegenen Vorwerks. Die Siedlung hatte am 31. Dezember 2007 355 Einwohner.

## Lage
Auenhain liegt in südsüdöstlicher Richtung etwa 9,5 km vom Stadtzentrum Leipzigs entfernt und etwa 4,5 km in ostsüdöstlicher Richtung vom Zentrum Markkleebergs. Es erstreckt sich in Nord-Süd-Richtung über circa einen Kilometer entlang der ehemaligen Fernverkehrsstraße Leipzig-Chemnitz (F95). Auenhain liegt nahe dem Ostufer des Markkleeberger Sees, der durch Flutung eines Teils des Tagebaurestlochs des Tagebaus Espenhain entstanden ist.

## Geschichte

Das Vorwerk Auenhain auf einer Karte von 1907

### Vorwerk

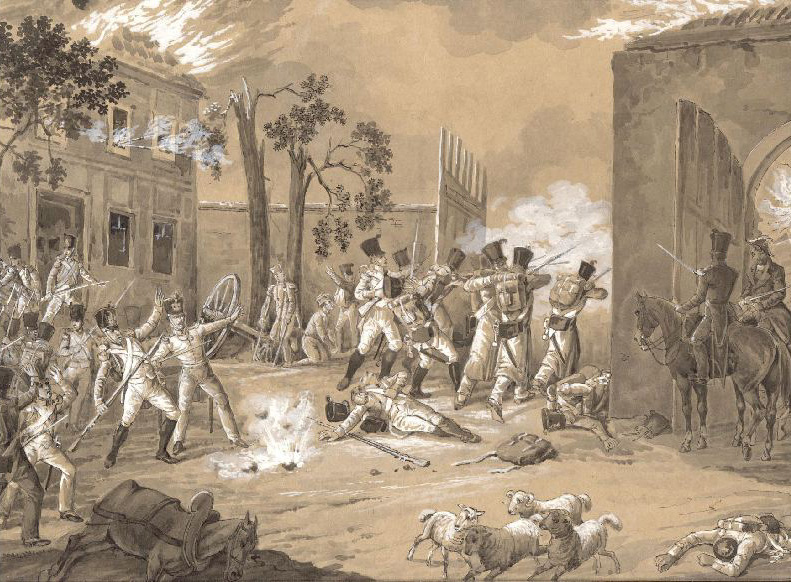
Das Vorwerk Auenhain in der Völkerschlacht 1813

Nachdem für die Zeit vor 1500 bereits von einer Wüstung gesprochen wird, ist 1522 eine Schäferei Auenhain verbürgt. Diese lag ziemlich genau in der Mitte des aus den Dörfern Wachau, Güldengossa und Cröbern gebildeten Dreiecks und etwa 700 m westlich der F 95. Sie gehörte zum Rittergut Markkleeberg. Später (1834) trug sie auch die Bezeichnung Vorwerk. Als Bevölkerungszahl werden für das 19. Jahrhundert zwischen 20 und 30 Personen angegeben.
In den Kampfhandlungen der Völkerschlacht bei Leipzig wurde die kleine Ansiedlung schwer in Mitleidenschaft gezogen, da sie direkt im Hauptfeld der Kämpfe lag.
Das Vorwerk Auenhain lag bis 1856 im kursächsischen bzw. königlich-sächsischen Kreisamt Leipzig. Ab 1856 gehörte der Ort zum Gerichtsamt Leipzig II und ab 1875 zur Amtshauptmannschaft Leipzig. Verwaltungsmäßig war das Vorwerk Auenhain seit dem 19. Jahrhundert zu Cröbern gehörig und ab 1922 zu Wachau. Mit dem Vorschreiten des Braunkohletagebaus Espenhain wurde das Vorwerk Auenhain 1976 devastiert und die 19 Bewohner umgesiedelt.

### Siedlung Auenhain

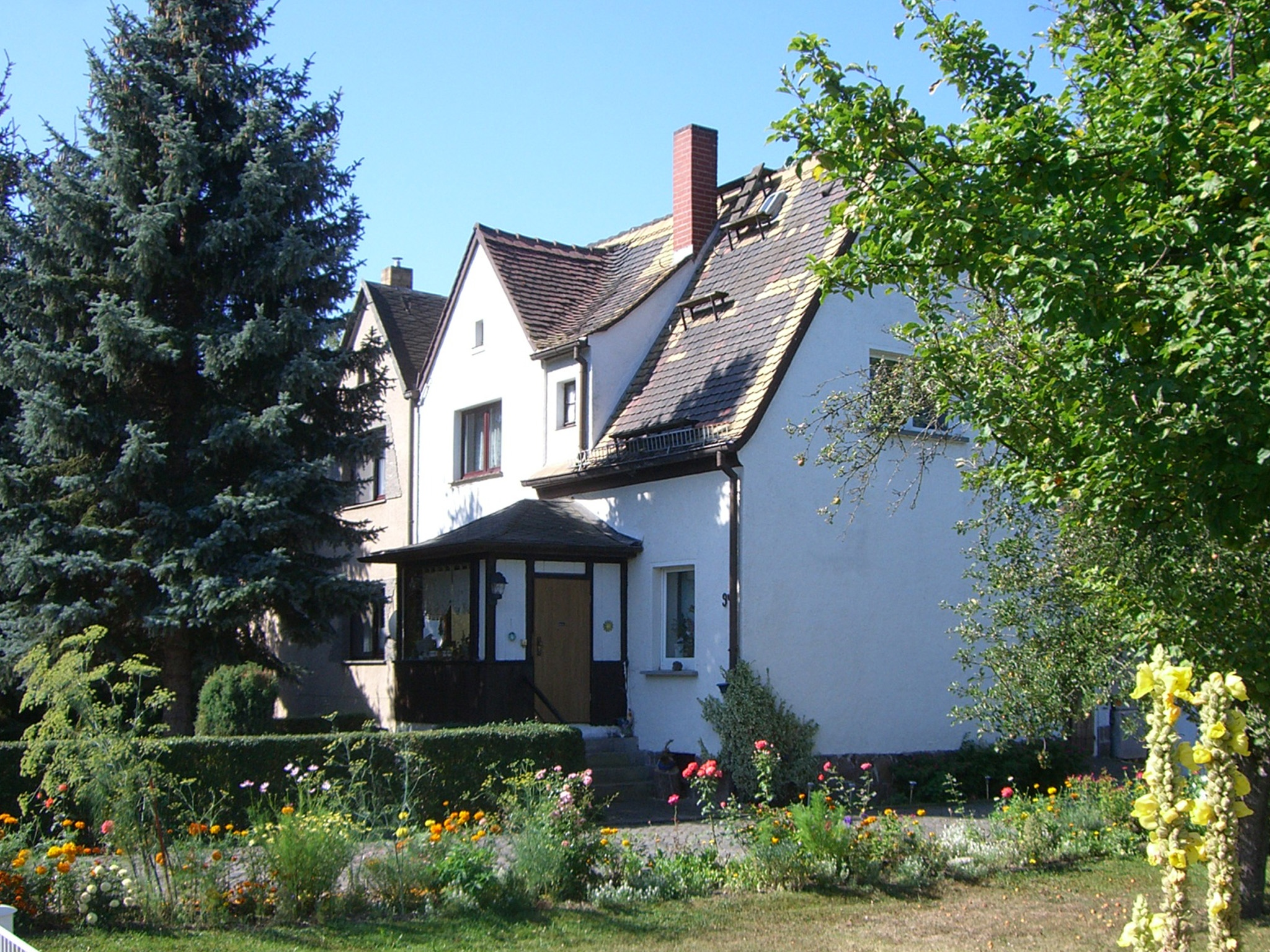
Eines der Kriegsversehrten-Häuser in der Siedlung Auenhain

Nach dem Ersten Weltkrieg wurde begonnen, Doppelhäuser in Gartengrundstücken als Eigenheime für Kriegsversehrte entlang der Fernverkehrsstraße Leipzig-Chemnitz zu errichten. Diese zunächst nur als Kriegersiedlung bezeichnete Ansiedlung nahm bald den Namen des nahe gelegenen Vorwerks an und wurde zur Siedlung Auenhain, zumal auch Einfamilienhäuser von Nicht-Kriegsversehrten hinzukamen.
Mit der Unterbrechung der F 95 durch den Braunkohletagebau bei Magdeborn kam Auenhain ab Mitte der 1970er-Jahre zu einer sehr verkehrsberuhigten Lage. Andererseits wuchs die Umweltbelästigung durch den nahen Tagebau und die Angst, selbst Opfer des Kohleabbaus zu werden.
Das änderte sich mit der Stilllegung des Tagebaus Mitte der 1990er-Jahre und der Flutung des Tagebaurestlochs zum Markkleeberger See. Nun wurde Auenhain zu einer attraktiven Wohnlage, und auch eine Bautätigkeit setzte wieder ein, so dass heute auch einige Seitenwege zur zentralen Straße bebaut sind. Besondere Bedeutung gewinnt Auenhain auch durch die mit dem Markkleeberger See verbundenen Freizeitangebote auf seiner Flur.

## Freizeitmöglichkeiten

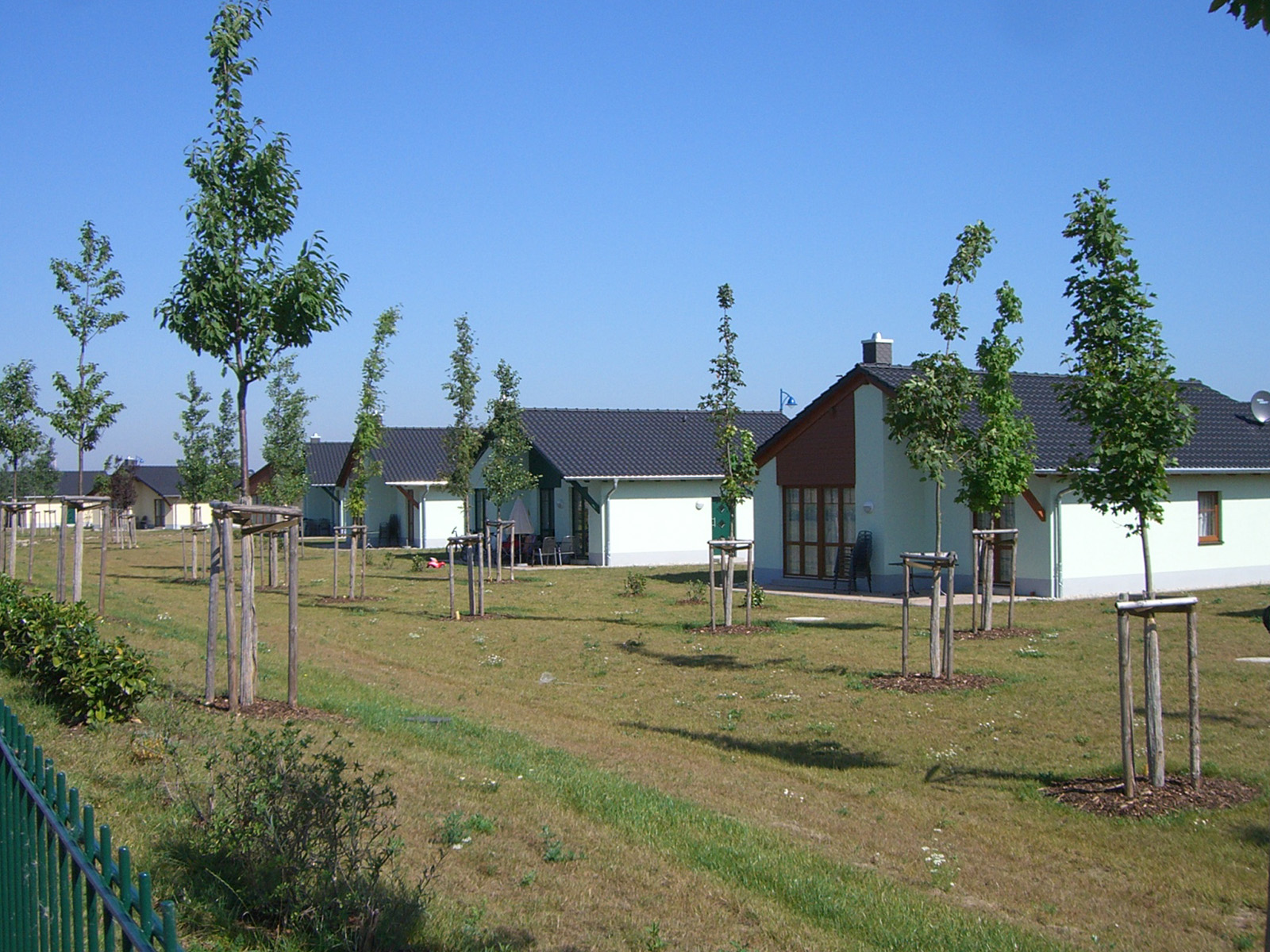
Ferienhäuser im Seepark

- Der Kanupark Markkleeberg am Auenhainer Ufer des Markkleeberger Sees ist eine künstlich angelegte Wildwasserstrecke. Es stehen eine Wettkampf- und eine Trainingsstrecke zum Kanuslalom für Leistungssportler zur Verfügung. Es finden Wettkampfveranstaltungen auch mit internationaler Beteiligung statt. Es werden aber auch Wildwasserkajak und Rafting für jedermann angeboten, Die Wettkampfstrecke ist 270 m lang bei einem Höhenunterschied von 5,20 m. Der Wasserschwall variiert zwischen 4 m³ und 19 m³ pro Sekunde und wird durch Pumpen erzeugt. Ein Bootsförderband zwischen Ziel- und Startbecken sorgt für Nonstop-Fahrbetrieb ohne Aussteigen zwischen den einzelnen Abfahrten. Der Betrieb auf der Anlage kann von der gastronomisch betreuten „KANU Wildwasser-Terrasse“ mit Außen- und Innenbereich beobachtet werden.[5]

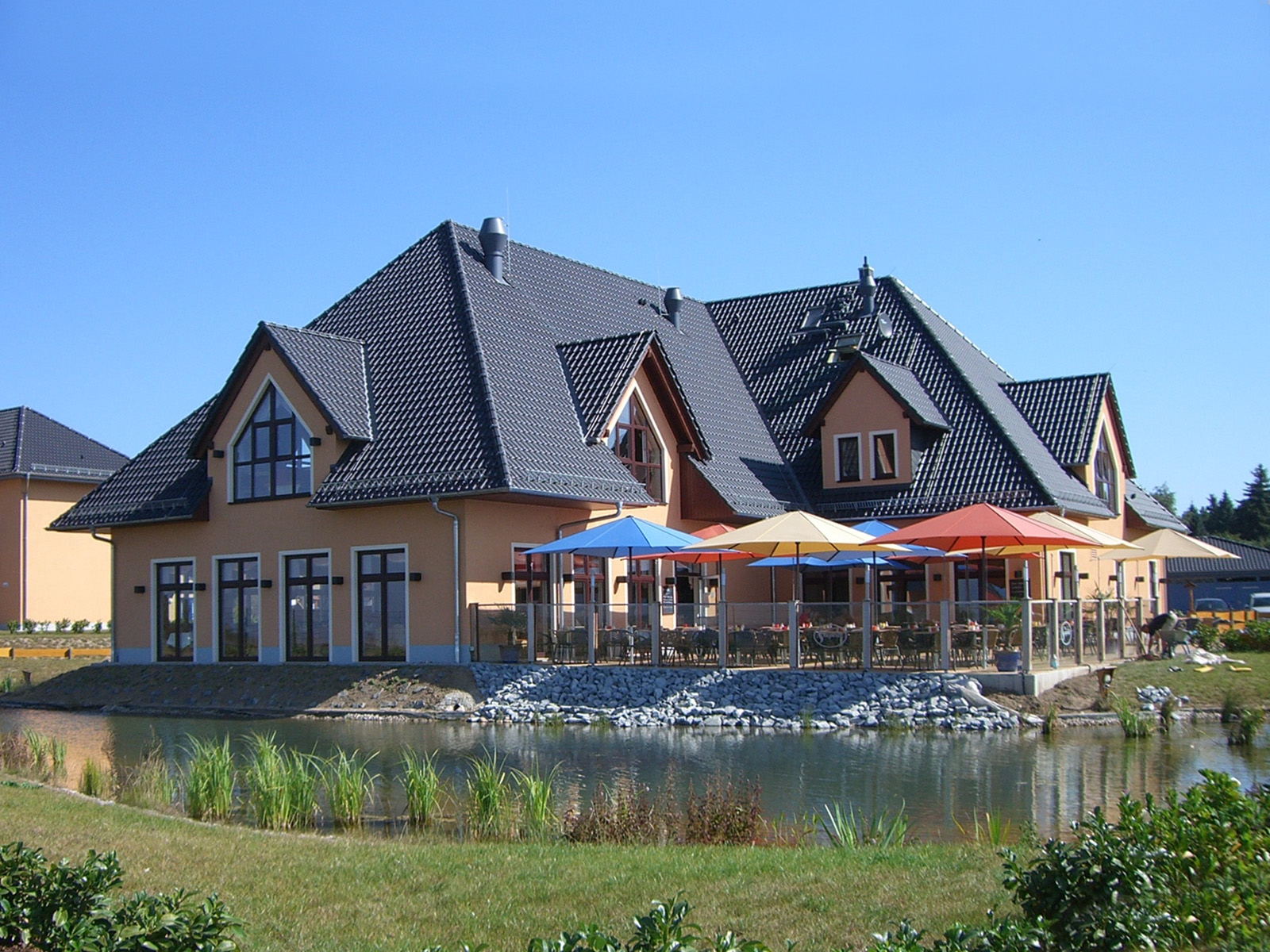
Die Gaststätte Seeperle

- Das Baden im See ist an einem über 500 Meter langen Sand-Badestrand möglich. Auch ein Bootsverleih wird betrieben.

- Oberhalb von Kanupark und Badestrand befindet sich das Feriendorf Seepark Auenhain mit 32 Ferienhäusern in verschiedenen Ausführungen und 6 Appartement-Häusern sowie dem Restaurant „Seeperle“, dem „Seestern“ – einer Wellness-, Pool- & Beautylandschaft – und dem Kinderhaus „Seepferdchen“.[6]

- Bereits seit 2003 betreibt der Modellbauverein Markkleeberg am südlichen Ende des Auenhainer Geländes einen Modellbaupark mit einer Gartenbahn mit Minilandschaft und -anlagen. Die Spurweite beträgt 184 mm und entspricht damit etwa dem Maßstab 1:8 der Normalspur der Eisenbahn. Das Schienennetz ist insgesamt 750 Meter lang. Es wird mit dampfgetriebenen Zügen befahren, wobei Mitfahrgelegenheit für Kinder und Erwachsene besteht.[7]